# Barrage de Villerest
Le barrage de Villerest est un barrage sur la Loire situé entre les communes de Villerest et Commelle-Vernay, dans le département de la Loire en France. Construit entre 1978 et 1984 en dépit d'une importante contestation, sa mise en eau a donné naissance au lac de Villerest, noyant le site naturel des gorges de la Loire. Principalement destiné à la régulation du débit du fleuve, le barrage est associé à une centrale hydroélectrique de 60 MW.

## Caractéristiques

### Barrage
Le barrage de Villerest est un barrage poids-voûte en béton, long de 469 m et haut de 59 m,.

### Centrale hydroélectrique
Le barrage de Villerest est équipé d'une centrale hydroélectrique, placée sous la concession d'EDF. Sa puissance installée est de 60 MW. Le fonctionnement à pleine puissance correspond au turbinage d'un débit de 180 m3/s, rarement atteint. L'essentiel de la production électrique a lieu de décembre à mai.
La production d'électricité n'est pas la principale utilité du barrage : son premier et principal usage est l'écrêtement des crues et le soutien des étiages pour la Loire en aval, en relation avec le barrage de Naussac.

### Lac de retenue
Le bassin de retenue couvre 770 hectares pour 32 km de longueur, avec Balbigny au plus amont et Villerest au plus aval. 
Les 19 communes riveraines ont développé le tourisme basé sur le lac : nombreux points de mise à l'eau et ports d'attache, une plage, campings avec piscine, un golf (9 trous, 18 départs, 4 053 mètres), deux châteaux ouverts aux visites, de nombreux restaurants dans toutes les gammes, de pittoresques villages fleuris, un parc d'attraction avec toboggans aquatiques, volley de plage, trampoline, aires de pique-nique sur la plage ou sur l'herbe, aire de camping-cars, un mini-golf et un circuit de voitures radiocommandées à côté du barrage.[réf. nécessaire]

## Chronologie
Le risque d'une crue centennale comme celle de 1856 faisait courir un grand risque à des villes comme Orléans ou Tours.[réf. nécessaire]
Le comité de bassin Loire-Bretagne est créé au début des années 1970, avec à sa tête Jean Royer, Maire de Tours de 1959 à 1995, pour répondre à un problème dont l'urgence s'est encore accrue après la sécheresse de 1976 : la régulation des crues et des sécheresses sur la Loire, notamment en construisant des barrages. Le comité engage son programme d'aménagement hydraulique du bassin de la Loire.[réf. nécessaire]
Les premiers travaux sur le barrage de Villerest démarrent en 1976 ou 1978. 
Malgré d'importants contentieux avec les riverains, le barrage est finalement achevé quatre ans plus tard, et son bassin de retenue est entièrement rempli en 1984 (mise en service en avril de cette année). Un an après, sa gestion est transférée à l'EPAPLA, devenu depuis l'EPL.[réf. nécessaire]
En 2008, EDF, alors exploitant pour le compte de l'EPL, signale des problèmes d'étanchéité au niveau des vannes du barrage qui peut retenir jusqu'à 138 millions de mètres cubes d'eau. Un appel d'offres européen vient d'être lancé[Quand ?] pour sa remise en état. Un chantier colossal et délicat qui devra se faire sans l'assécher pour éviter tout risque de crues.[réf. nécessaire]

## Objectifs et fonctionnement
Son utilité est triple :

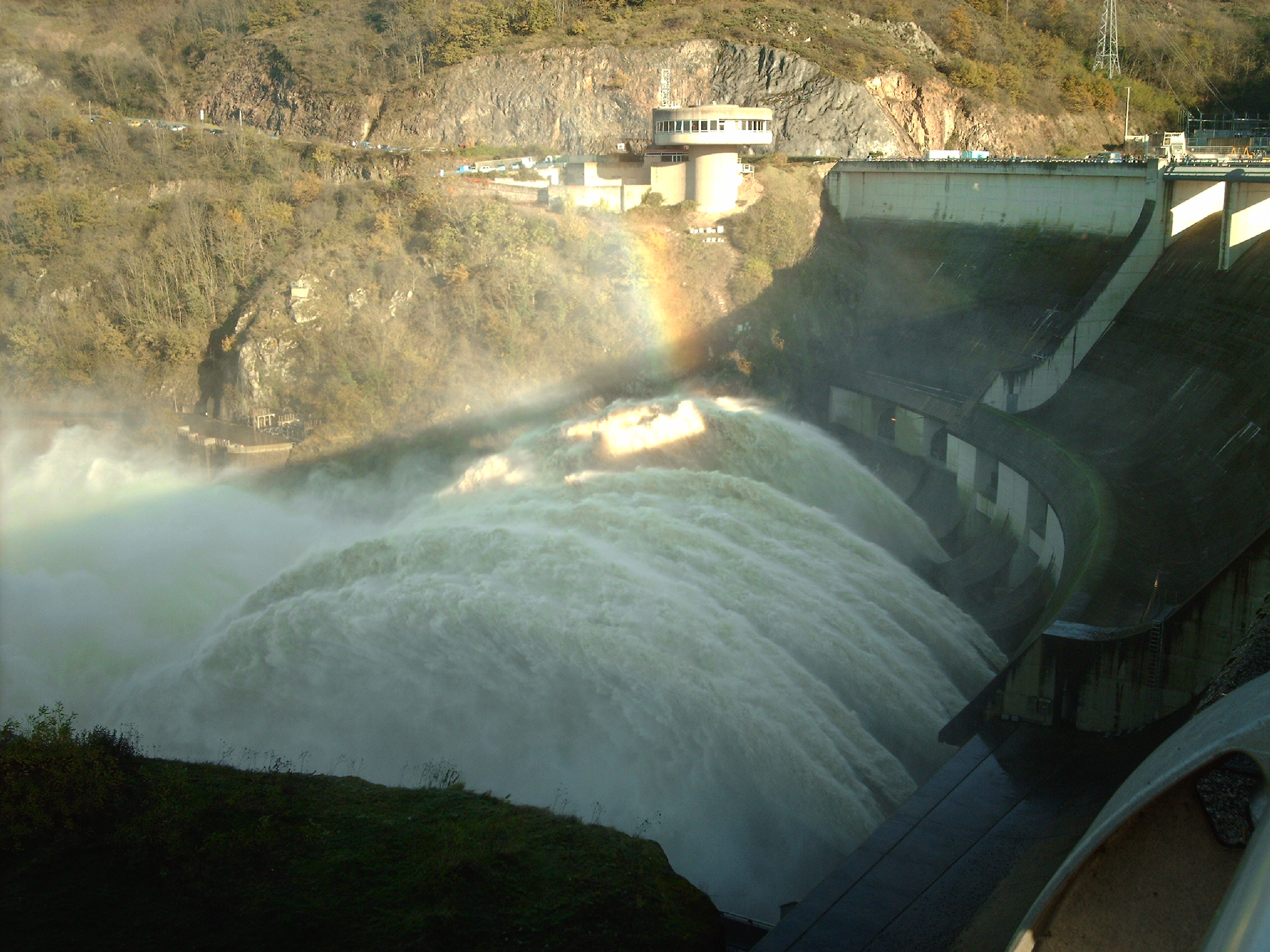
Quatre vannes ouvertes. Le barrage retient une partie de la crue de la Loire (3/11/2008).

- En période sèche, il permet d'effectuer des lâchers afin de maintenir un niveau d'eau et un débit suffisant en aval et ainsi d'assurer l'approvisionnement en eau potable[Information douteuse] d'une part, de préserver l'écosystème[Lequel ?] d'autre part[Information douteuse].
- Il permet également la prévention de crues dévastatrices, le volume important du lac permettant de retenir temporairement de très importantes précipitations dans le Massif central et de les relâcher de manière continue et régulière.
- Le barrage fait aussi partie du système de sécurité des centrales nucléaires de Belleville (Cher) et de Dampierre (Loiret) : des lâchers d'eau en été assurent un débit minimum de 60 m3/s à Gien, dont la station de mesure sert de référence pour ces centrales, et garantissent le refroidissement de leurs réacteurs. Diverses associations écologistes ont dénoncé la construction de ce barrage (ainsi que de celui de Naussac) au profit du parc nucléaire[2],[7].
- La production électrique (167 GWh/an en moyenne) est une fonction secondaire de l'ouvrage[6].

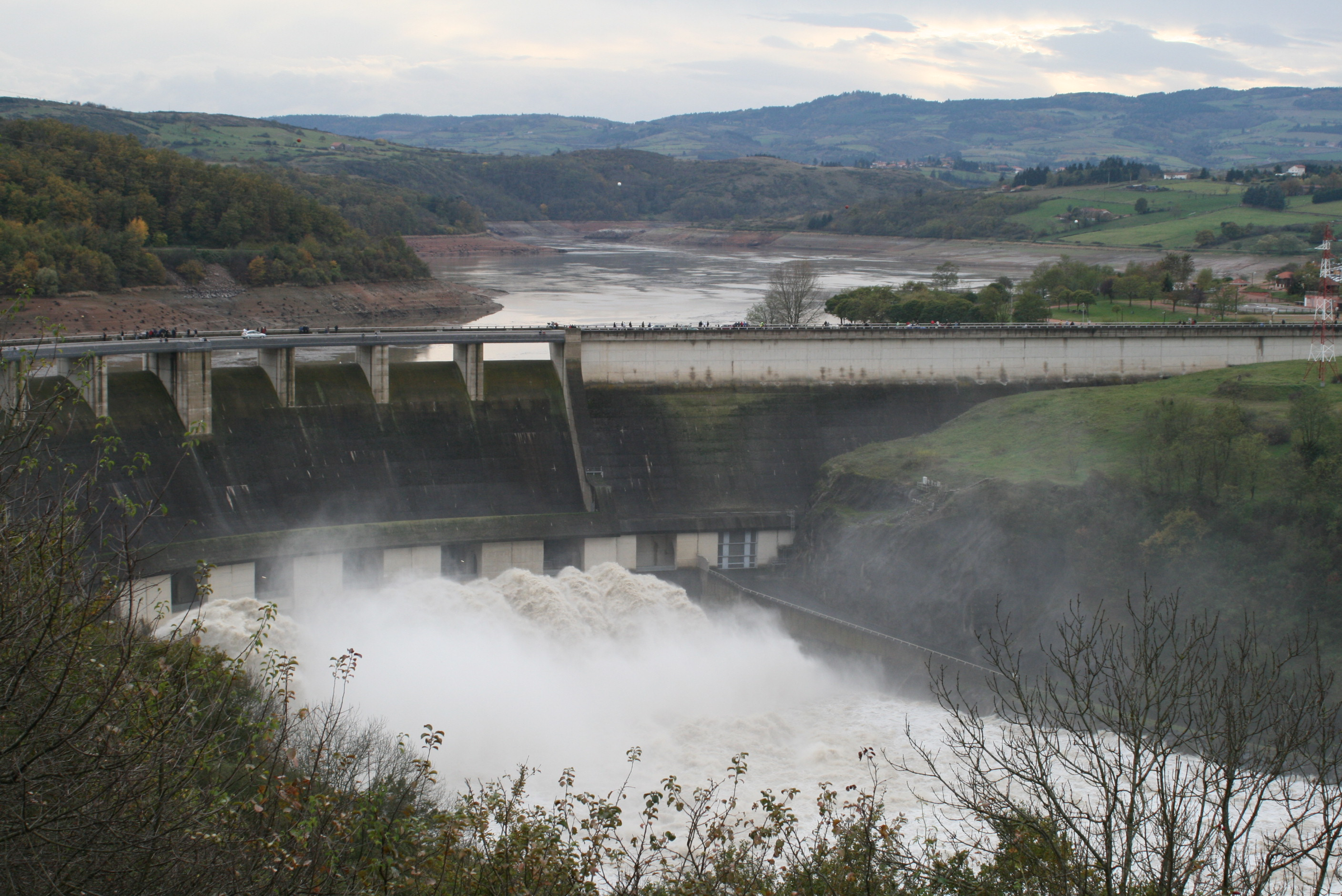
Vidange du bassin de retenue pour juguler la crue du 02/11/2008

## Gestion
Le barrage en lui-même est la propriété de l'EPL (Établissement Public Loire), successeur de l'EPALA (Établissement Public d'Aménagement de La Loire et de ses Affluents)[réf. nécessaire], alors que la centrale hydroélectrique est l'objet d'une concession à EDF (Électricité de France). 
L'Institution Interdépartementale pour la Protection des Vals de Loire contre les inondations, en assure la maîtrise d'ouvrage. Son financement provient en partie de l'État, de l'Agence du bassin Loire-Bretagne, et des collectivités locales concernées.[réf. nécessaire]